# Karol Stanisław Radziwiłł (1734–1790)
Karol Stanisław Onufry Jan Nepomucen Radziwiłł zwany Panie Kochanku herbu Trąby (ur. 27 lutego 1734 w Nieświeżu, zm. 21 listopada 1790 w Białej Podlaskiej) – wojewoda wileński od 1762, generał lejtnant wojsk litewskich od 1759 roku, szef 8. Regimentu Pieszego Domu Radziwiłłów, komisarz Komisji Porządkowej Cywilno-Wojskowej województwa wileńskiego w 1790 roku, marszałek Trybunału Głównego Wielkiego Księstwa Litewskiego w 1755 roku, starosta generalny ruski w latach 1754–1762, miecznik wielki litewski od 1752, w 1752 mianowany podczaszym litewskim, X ordynat nieświeski, VIII ordynat ołycki, VII pan na Białej, właściciel Birż, Dubinek, Kiejdan, dyrektor wileńskiego sejmiku elekcyjnego w 1747 roku.
Był najzamożniejszym magnatem w Rzeczypospolitej w II poł. XVIII wieku i jednym z najbogatszych przedstawicieli arystokracji w Europie. Jego majątek obejmował m.in. 16 miast, 683 wsie i 25 wójtostw, a wokół jego postaci narosło wiele legend. Z jednej strony był przedstawiany jako opój i hulaka, a z drugiej – jako przykład szlachetności, sarmatyzmu i patriotyzmu.
Niezmiernie bogaty i wpływowy, zdobył sobie wśród szlachty ogromną popularność dzięki szczodrości, sarmatyzmowi obyczajów, skłonności do biesiad i żartów, z drugiej strony znanym był z popędliwości i dzikich wybryków. Za życia cieszył się wielką popularnością, zwłaszcza wśród zubożałej szlachty, a dziś jest przedstawiany jako symbol swojej epoki.
Karol Radziwiłł był również pierwowzorem postaci stolnika Horeszki z Pana Tadeusza Adama Mickiewicza, a jego nazwisko pada w księdze XI: Podług niej później Karol–Kochanku–Radziwiłł, gdy przyjmował w Nieświeżu króla Stanisława.
Był również założycielem tzw. Radziwiłłowskiej Szkoły Majtków w Nieświeżu (1780–1782) – swego rodzaju pierwszej szkoły morskiej w dziejach Rzeczypospolitej. Wspomina ją kpt. Karol Olgierd Borchardt, opisując źródła myśli morskiej w Polsce w swej książce „Kolebka nawigatorów”.

## Przydomek
Znany pod przydomkiem „Panie Kochanku” nadanym mu z uwagi na ulubione powiedzonko, którym zwracał się do swoich rozmówców oraz dla odróżnienia od Karola Stanisława Radziwiłła (1669–1719).

## Życiorys
Był synem Michała Kazimierza Radziwiłła i Franciszki Urszuli Wiśniowieckiej. Jego żoną była Maria Lubomirska, starościanka bolimowska, z którą rozwiódł się w 1760. Jego drugą żoną została Teresa Rzewuska, córka Wacława Rzewuskiego.
Książę Radziwiłł piastował w ciągu swego życia wiele funkcji państwowych w Rzeczypospolitej Obojga Narodów. W 1748, w wieku czternastu lat, został posłem powiatu oszmiańskiego na sejm. W 1751 został pułkownikiem wojska litewskiego; od 1752 był miecznikiem Wielkiego Księstwa Litewskiego, później marszałkiem trybunału wileńskiego, a w 1762 został wojewodą wileńskim.
Poseł na sejm 1752 roku z powiatu wileńskiego. Był posłem z powiatu wileńskiego na sejm 1753 roku. Był posłem z powiatu nowogródzkiego na sejm 1754 roku. Poseł na sejm 1760 roku z powiatu słonimskiego.  Poseł na sejm nadzwyczajny 1761 roku z województwa mińskiego. Poseł na sejm 1762 roku.
W czasie wojny domowej w 1764 roku, jaka wybuchła po śmierci Augusta III, był przywódcą związanego z Wettynami obozu staroszlacheckiego. Jako przeciwnik Familii Czartoryskich protestował przeciwko wkroczeniu popierających ich wojsk rosyjskich. 7 maja 1764 podpisał manifest, uznający odbywający się w obecności wojsk rosyjskich sejm konwokacyjny za nielegalny. Na czele swoich oddziałów nadwornych stoczył 26 czerwca z Rosjanami przegraną bitwę pod Słonimem i zmuszony był do wyjechania na Wołoszczyznę. Potem przeniósł się do Drezna, gdzie zastała go wieść o odebraniu mu przez Sejm urzędu wojewody i zasekwestrowaniu jego dóbr.
Dzięki staraniom posła rosyjskiego Nikołaja Repnina w lutym 1767 roku powrócił z emigracji i 13 czerwca został marszałkiem generalnym konfederacji radomskiej. Na zwołanym 5 października 1767 sejmie delegacyjnym w Warszawie (tzw. sejm repninowski) został jego marszałkiem. Po ślubowaniu wierności królowi Stanisławowi Augustowi Poniatowskiemu, odzyskał ponownie wszystkie utracone uprzednio stanowiska państwowe.
5 marca 1768 wystąpił jednak przeciwko traktatowi gwarancyjnemu, mocą którego Rzeczpospolita stała się rosyjskim protektoratem i zrezygnował z urzędu marszałka sejmu. W 1769 przyłączył się do przywódców konfederacji barskiej i ponownie udał się na emigrację. W 1770 był w Preszowie członkiem założycielem loży wolnomularskiej Cnotliwy Wędrowiec.
Po I rozbiorze Polski w 1772 roku za niezłożenie w przepisanym terminie przysięgi na wierność Katarzynie II, Rosjanie skonfiskowali mu klucze: Newel, Siebież w guberni połockiej oraz Kopyś i Romanów (dziś Lenino) w guberni mohylewskiej.
Na Litwę wrócił w 1777. Osiadłszy w Nieświeżu, nie mieszał się odtąd do spraw publicznych, oddany marnotrawieniu ogromnej fortuny na zbytkowne przyjęcia, festyny i przyozdabianie swej rezydencji. Słynne było zwłaszcza przyjęcie, które zgotował w 1785 Stanisławowi Augustowi Poniatowskiemu.
Był członkiem konfederacji Sejmu Czteroletniego w 1788. Podczas Sejmu Czteroletniego był jednym z największych przeciwników reform, króla i Familii Czartoryskich. Zmarł w 1790 roku.

## Ordery
3 sierpnia 1757 został odznaczony Orderem Orła Białego, od 1739 był kawalerem bawarskiego Orderu św. Huberta, w 1767 został odznaczony rosyjskim Orderem św. Andrzeja Apostoła i Orderem św. Aleksandra Newskiego, a w 1791 pruskim Orderem Orła Czarnego.